# The Lifetimes Tour
The Lifetimes Tour è il quinto tour musicale della cantante statunitense Katy Perry, a supporto del settimo album in studio 143 (2024); partito il 23 aprile 2025 da Città del Messico, si concluderà il 22 novembre 2025 a Hangzhou.

## Antefatti e sviluppo
Le date australiane del tour sono state rivelate nel settembre 2024, mentre quelle nel resto del mondo tra i mesi di ottobre e dicembre.

## Scaletta
1. Artificial
2. Chained to the Rhythm
3. Teary Eyes
4. Dark Horse
5. Woman's World
6. California Gurls
7. Teenage Dream
8. Hot n Cold
9. Last Friday Night (T.G.I.F.)
10. I Kissed a Girl
11. Nirvana
12. Crush
13. I'm His, He's Mine
14. Wide Awake
15. Canzone scelta dal pubblico tramite sondaggio
16. Canzone scelta dal pubblico tramite sondaggio
17. All the Love
18. E.T.
19. Part of Me
20. Rise
21. Roar
22. Daisies (Oliver Heldens remix)
23. Lifetimes
24. Firework (contiene elementi di Wonder)

### Choose Your Own Adventure
La seguente è la lista di canzoni elette dal pubblico tramite un codice QR proiettato sugli schermi del palcoscenico.

#### Città Del Messico
- 23 aprile 2025
  - Not Like The Movies
  - The One That Got Away
- 25 aprile 2025
  - Pearl
  - The One That Got Away
- 26 aprile 2025
  - Pearl
  - The One That Got Away

#### Monterrey
- 28 aprile 2025 
  - Not Like The Movies
  - The One That Got Away
- 29 aprile 2025 
  - Pearl
  - The One That Got Away

#### Houston
- 7 maggio 2025 
  - Not Like The Movies
  - The One That Got Away

#### Oklahoma City
- 9 maggio 2025 
  - Pearl
  - The One That Got Away

#### Kansas City
- 10 maggio 2025 
  - Not Like The Movies
  - The One That Got Away

#### Chicago
- 12 maggio 2025 
  - Pearl
  - The One That Got Away

#### Minneapolis
- 13 maggio 2025
  - Pearl
  - The One That Got Away

## Date
| Data              | Città             | Stato               | Luogo                             | Artisti d'apertura  | Pubblico               | Incasso      |
| Nord America      | Nord America      | Nord America        | Nord America                      | Nord America        | Nord America           | Nord America |
| ----------------- | ----------------- | ------------------- | --------------------------------- | ------------------- | ---------------------- | ------------ |
| 23 aprile 2025    | Città del Messico | Messico             | Arena CDMX                        | Mariana BO          | 49 239 / 49 239 (100%) | $ 7 166 505  |
| 25 aprile 2025    | Città del Messico | Messico             | Arena CDMX                        | Mariana BO          | 49 239 / 49 239 (100%) | $ 7 166 505  |
| 26 aprile 2025    | Città del Messico | Messico             | Arena CDMX                        | Midnight Generation | 49 239 / 49 239 (100%) | $ 7 166 505  |
| 28 aprile 2025    | Monterrey         | Messico             | Arena Monterrey                   | Mariana BO          | 20 393 / 20 393 (100%) | $ 2 848 598  |
| 29 aprile 2025    | Monterrey         | Messico             | Arena Monterrey                   | Mariana BO          | 20 393 / 20 393 (100%) | $ 2 848 598  |
| 7 maggio 2025     | Houston           | Stati Uniti         | Toyota Center                     | Rebecca Black       | N.D.                   | N.D.         |
| 9 maggio 2025     | Oklahoma City     | Stati Uniti         | Paycom Center                     | Rebecca Black       | N.D.                   | N.D.         |
| 10 maggio 2025    | Kansas City       | Stati Uniti         | T-Mobile Center                   | Rebecca Black       | N.D.                   | N.D.         |
| 12 maggio 2025    | Chicago           | Stati Uniti         | United Center                     | Rebecca Black       | N.D.                   | N.D.         |
| 13 maggio 2025    | Minneapolis       | Stati Uniti         | Target Center                     | Rebecca Black       | N.D.                   | N.D.         |
| 17 maggio 2025    | Paradise          | Stati Uniti         | T-Mobile Arena                    | Rebecca Black       | 7 198 / 9 131 (79%)    | $ 895 461    |
| 20 maggio 2025    | Austin            | Stati Uniti         | Moody Center                      | Rebecca Black       | N.D.                   | N.D.         |
| 22 maggio 2025    | Dallas            | Stati Uniti         | American Airlines Center          | Rebecca Black       | N.D.                   | N.D.         |
| Oceania           |                   |                     |                                   |                     |                        |              |
| 4 giugno 2025     | Sydney            | Australia           | Qudos Bank Arena                  | N.D.                | 42 520 / 42 520 (100%) | $ 4 998 588  |
| 7 giugno 2025     | Melbourne         | Australia           | Rod Laver Arena                   | N.D.                | 54 945 / 54 945 (100%) | $ 6 459 252  |
| 9 giugno 2025     | Sydney            | Australia           | Qudos Bank Arena                  | N.D.                |                        |              |
| 10 giugno 2025    | Sydney            | Australia           | Qudos Bank Arena                  | N.D.                |                        |              |
| 12 giugno 2025    | Melbourne         | Australia           | Rod Laver Arena                   | N.D.                |                        |              |
| 13 giugno 2025    | Melbourne         | Australia           | Rod Laver Arena                   | N.D.                |                        |              |
| 14 giugno 2025    | Melbourne         | Australia           | Rod Laver Arena                   | N.D.                |                        |              |
| 17 giugno 2025    | Brisbane          | Australia           | Brisbane Entertainment Centre     | N.D.                | N.D.                   | N.D.         |
| 18 giugno 2025    | Brisbane          | Australia           | Brisbane Entertainment Centre     | N.D.                | N.D.                   | N.D.         |
| 22 giugno 2025    | Perth             | Australia           | RAC Arena                         | N.D.                | 26 914 / 26 914 (100%) | $ 3 008 144  |
| 23 giugno 2025    | Perth             | Australia           | RAC Arena                         | N.D.                | 26 914 / 26 914 (100%) | $ 3 008 144  |
| 26 giugno 2025    | Adelaide          | Australia           | Adelaide Entertainment Centre     | N.D.                | N.D.                   | N.D.         |
| 27 giugno 2025    | Adelaide          | Australia           | Adelaide Entertainment Centre     | N.D.                | N.D.                   | N.D.         |
| 29 giugno 2025    | Adelaide          | Australia           | Adelaide Entertainment Centre     | N.D.                | N.D.                   | N.D.         |
| 30 giugno 2025    | Adelaide          | Australia           | Adelaide Entertainment Centre     | N.D.                | N.D.                   | N.D.         |
| Nord America      |                   |                     |                                   |                     |                        |              |
| 10 luglio 2025    | Denver            | Stati Uniti         | Ball Arena                        | Rebecca Black       | N.D.                   | N.D.         |
| 12 luglio 2025    | Phoenix           | Stati Uniti         | Footprint Center                  | Rebecca Black       | N.D.                   | N.D.         |
| 13 luglio 2025    | Anaheim           | Stati Uniti         | Honda Center                      | Rebecca Black       | N.D.                   | N.D.         |
| 15 luglio 2025    | Inglewood         | Stati Uniti         | Kia Forum                         | Rebecca Black       | N.D.                   | N.D.         |
| 18 luglio 2025    | San Francisco     | Stati Uniti         | Chase Center                      | Rebecca Black       | N.D.                   | N.D.         |
| 21 luglio 2025    | Seattle           | Stati Uniti         | Climate Pledge Arena              | Rebecca Black       | N.D.                   | N.D.         |
| 22 luglio 2025    | Vancouver         | Canada              | Rogers Arena                      | Rebecca Black       | N.D.                   | N.D.         |
| 24 luglio 2025    | Edmonton          | Canada              | Rogers Place                      | Rebecca Black       | N.D.                   | N.D.         |
| 26 luglio 2025    | Winnipeg          | Canada              | Canada Life Centre                | Rebecca Black       | N.D.                   | N.D.         |
| 29 luglio 2025    | Ottawa            | Canada              | Canadian Tire Centre              | Rebecca Black       | N.D.                   | N.D.         |
| 30 luglio 2025    | Montréal          | Canada              | Centre Bell                       | Rebecca Black       | N.D.                   | N.D.         |
| 1º agosto 2025    | Québec            | Canada              | Centre Vidéotron                  | N.D.                | N.D.                   | N.D.         |
| 3 agosto 2025     | Detroit           | Stati Uniti         | Little Caesars Arena              | N.D.                | N.D.                   | N.D.         |
| 5 agosto 2025     | Toronto           | Canada              | Scotiabank Arena                  | Rebecca Black       | N.D.                   | N.D.         |
| 6 agosto 2025     | Toronto           | Canada              | Scotiabank Arena                  | Rebecca Black       | N.D.                   | N.D.         |
| 8 agosto 2025     | Boston            | Stati Uniti         | TD Garden                         | Rebecca Black       | N.D.                   | N.D.         |
| 9 agosto 2025     | Filadelfia        | Stati Uniti         | Wells Fargo Center                | Rebecca Black       | N.D.                   | N.D.         |
| 11 agosto 2025    | New York City     | Stati Uniti         | Madison Square Garden             | Rebecca Black       | N.D.                   | N.D.         |
| 14 agosto 2025    | Newark            | Stati Uniti         | Prudential Center                 | Rebecca Black       | N.D.                   | N.D.         |
| 15 agosto 2025    | Baltimora         | Stati Uniti         | CFG Bank Arena                    | Rebecca Black       | N.D.                   | N.D.         |
| 17 agosto 2025    | Raleigh           | Stati Uniti         | Lenovo Center                     | Rebecca Black       | N.D.                   | N.D.         |
| 19 agosto 2025    | Nashville         | Stati Uniti         | Bridgestone Arena                 | Rebecca Black       | N.D.                   | N.D.         |
| 20 agosto 2025    | Atlanta           | Stati Uniti         | State Farm Arena                  | Rebecca Black       | N.D.                   | N.D.         |
| 22 agosto 2025    | Tampa             | Stati Uniti         | Amalie Arena                      | Rebecca Black       | N.D.                   | N.D.         |
| 23 agosto 2025    | Miami             | Stati Uniti         | Kaseya Center                     | Rebecca Black       | N.D.                   | N.D.         |
| Sud America       |                   |                     |                                   |                     |                        |              |
| 6 settembre 2025  | Santiago del Cile | Cile                | Stadio bicentenario di La Florida | N.D.                | N.D.                   | N.D.         |
| 9 settembre 2025  | Buenos Aires      | Argentina           | Movistar Arena                    | N.D.                | N.D.                   | N.D.         |
| 10 settembre 2025 | Buenos Aires      | Argentina           | Movistar Arena                    | N.D.                | N.D.                   | N.D.         |
| 14 settembre 2025 | San Paolo         | Brasile             | Circuito di Interlagos            | N.D.                | N.D.                   | N.D.         |
| 16 settembre 2025 | Curitiba          | Brasile             | Stadio Joaquim Américo Guimarães  | N.D.                | N.D.                   | N.D.         |
| 19 settembre 2025 | Brasilia          | Brasile             | Stadio nazionale Mané Garrincha   | N.D.                | N.D.                   | N.D.         |
| Europa            |                   |                     |                                   |                     |                        |              |
| 4 ottobre 2025    | Belfast           | Regno Unito         | SSE Arena                         | N.D.                | N.D.                   | N.D.         |
| 5 ottobre 2025    | Belfast           | Regno Unito         | SSE Arena                         | N.D.                | N.D.                   | N.D.         |
| 7 ottobre 2025    | Glasgow           | Regno Unito         | OVO Hydro                         | N.D.                | N.D.                   | N.D.         |
| 8 ottobre 2025    | Manchester        | Regno Unito         | AO Arena                          | N.D.                | N.D.                   | N.D.         |
| 10 ottobre 2025   | Sheffield         | Regno Unito         | Utilita Arena Sheffield           | N.D.                | N.D.                   | N.D.         |
| 11 ottobre 2025   | Birmingham        | Regno Unito         | Utilita Arena Birmingham          | N.D.                | N.D.                   | N.D.         |
| 13 ottobre 2025   | Londra            | Regno Unito         | The O2 Arena                      | N.D.                | N.D.                   | N.D.         |
| 14 ottobre 2025   | Londra            | Regno Unito         | The O2 Arena                      | N.D.                | N.D.                   | N.D.         |
| 16 ottobre 2025   | Anversa           | Belgio              | Sportpaleis                       | N.D.                | N.D.                   | N.D.         |
| 17 ottobre 2025   | Hannover          | Germania            | ZAG-Arena                         | N.D.                | N.D.                   | N.D.         |
| 19 ottobre 2025   | Copenaghen        | Danimarca           | Royal Arena                       | N.D.                | N.D.                   | N.D.         |
| 21 ottobre 2025   | Berlino           | Germania            | Uber Arena                        | N.D.                | N.D.                   | N.D.         |
| 23 ottobre 2025   | Colonia           | Germania            | Lanxess Arena                     | N.D.                | N.D.                   | N.D.         |
| 24 ottobre 2025   | Parigi            | Francia             | Accor Arena                       | N.D.                | N.D.                   | N.D.         |
| 27 ottobre 2025   | Budapest          | Ungheria            | MVM Dome                          | N.D.                | N.D.                   | N.D.         |
| 28 ottobre 2025   | Cracovia          | Polonia             | Tauron Arena                      | N.D.                | N.D.                   | N.D.         |
| 30 ottobre 2025   | Praga             | Repubblica Ceca     | O2 Arena                          | N.D.                | N.D.                   | N.D.         |
| 31 ottobre 2025   | Monaco di Baviera | Germania            | Olympiahalle                      | N.D.                | N.D.                   | N.D.         |
| 2 novembre 2025   | Bologna           | Italia              | Unipol Arena                      | N.D.                | N.D.                   | N.D.         |
| 4 novembre 2025   | Parigi            | Francia             | Accor Arena                       | N.D.                | N.D.                   | N.D.         |
| 5 novembre 2025   | Parigi            | Francia             | Accor Arena                       | N.D.                | N.D.                   | N.D.         |
| 7 novembre 2025   | Décines-Charpieu  | Francia             | LDLC Arena                        | N.D.                | N.D.                   | N.D.         |
| 9 novembre 2025   | Barcellona        | Spagna              | Palau Sant Jordi                  | N.D.                | N.D.                   | N.D.         |
| 11 novembre 2025  | Madrid            | Spagna              | Movistar Arena                    | N.D.                | N.D.                   | N.D.         |
| Asia              |                   |                     |                                   |                     |                        |              |
| 21 novembre 2025  | Hangzhou          | Cina                | Hangzhou Olympic Expo Center      | N.D.                | N.D.                   | N.D.         |
| 22 novembre 2025  | Hangzhou          | Cina                | Hangzhou Olympic Expo Center      | N.D.                | N.D.                   | N.D.         |
| 24 novembre 2025  | Shanghai          | Cina                | Mercedes-Benz Arena               | N.D.                | N.D.                   | N.D.         |
| 25 novembre 2025  | Shanghai          | Cina                | Mercedes-Benz Arena               | N.D.                | N.D.                   | N.D.         |
| 26 novembre 2025  | Shanghai          | Cina                | Mercedes-Benz Arena               | N.D.                | N.D.                   | N.D.         |
| 29 novembre 2025  | Haikou            | Cina                | Wuyuan River Stadium              | N.D.                | N.D.                   | N.D.         |
| 3 dicembre 2025   | Tokyo             | Giappone            | Saitama Super Arena               | N.D.                | N.D.                   | N.D.         |
| 4 dicembre 2025   | Tokyo             | Giappone            | Saitama Super Arena               | N.D.                | N.D.                   | N.D.         |
| 7 dicembre 2025   | Abu Dhabi         | Emirati Arabi Uniti | Etihad Park                       | N.D.                | N.D.                   | N.D.         |
| Totale            | Totale            | Totale              | Totale                            | Totale              | N.D.                   | N.D.         |

### Cancellazioni
| Data           | Città       | Stato       | Luogo             | Motivo                          |
| Sud America    | Sud America | Sud America | Sud America       | Sud America                     |
| -------------- | ----------- | ----------- | ----------------- | ------------------------------- |
| 1º maggio 2025 | Guadalajara | Messico     | Arena Guadalajara | Problemi tecnici dell'impianto. |
| 2 maggio 2025  | Guadalajara | Messico     | Arena Guadalajara | Problemi tecnici dell'impianto. |